# Forton (Somerset)
Forton – przysiółek w Anglii, w Somerset, w dystrykcie (unitary authority) Somerset, w civil parish Tatworth and Forton. Leży 19,7 km od miasta Taunton, 73,2 km od miasta Bristol i 213 km od Londynu. W latach 1870–1872 miejscowość liczyła 209 mieszkańców.